# 송질 선생 묘 및 신도비
송질 선생 묘 및 신도비는 대한민국 경기도 양주시 은현면 선암리에 있다. 1986년 4월 15일 양주시의 향토유적 제8호로 지정되었다.

## 같이 보기
- 송질